# Испания на «Евровидении-2012»
Испания примет участие в международном песенном конкурсе Евровидение 2012 в Баку, Азербайджан. Своего представителя RTVE выбрал внутренним отбором, а композиция будет выбрана через национальный отборочный конкурс.

## Национальный отбор
Впервые с 2006 года своего участника Испанский телеканал RTVE выбрал внутренним отбором. 21 декабря в эфире испанской утренней программы было объявлено, что Испанию на международном конкурсе Евровидение 2012 представит Пастора Солер. Песня, которую певица исполнит в финале конкурса 26 мая, будет выбрана с помощью национального отборочного конкурса, который состоится 3 марта 2012 года.
Всего 4 песни было выбрано, для участия в национальном отборочном конкурсе, из которых только 3 будут исполнены финале. 2 песни, участвующие в национальном отборочном конкурсе были выбраны непосредственно Пасторой и её командой, а остальные 2 песни были выбраны для участия в онлайн голосовании, победитель которого так же буде исполнена в Мадриде. Онлайн голосование проходило на официальном сайте телеканал в период с 15 февраля до 20 февраля 2012 года.
В прямом эфире в студии Prado del Rey в Мадриде Пастора исполнит 3 песни, из которых победную композицию выберут голосованием жюри и телезрителей в пропорции 50/50.

### Онлайн-голосование
| Номер | Песня              | Слова / Музыка                                   | Баллы | Результат |
| ----- | ------------------ | ------------------------------------------------ | ----- | --------- |
| 1     | «Ahora o nunca»    | José Abraham                                     | 2 265 | Финал     |
| 2     | «Me despido de ti» | Marco Deltoni, Xerónimo Manzur, Javier Rodríguez | 1 750 | Выбыл     |

### Финал
| Номер | Песня                | Слова / Музыка                                              | Жюри | Телеголосование | Всего | Результат |
| ----- | -------------------- | ----------------------------------------------------------- | ---- | --------------- | ----- | --------- |
| 1     | «Tu vida es tu vida» | José Abraham Max Miona, Eleonora Giudizi, Juan María Montes | 26   | 30              | 56    | 2         |
| 2     | «Quédate conmigo»    | Thomas G:son, Tony Sánchez-Ohlsson, Erik Bernholm           | 36   | 36              | 72    | 1         |
| 3     | «Ahora o nunca»      | José Abraham                                                | 28   | 24              | 52    | 3         |

## Испания на Евровидение
Испания заняла 10 место набрав 97 баллов. По 8 баллов Пасторе поставили Великобритания, Латвия. 12 баллов поставила Португалия.